# کلورین‌دیون
کلورین‌دیون (انگلیسی: Clorindione) یک آنتاگونیست ویتامین K است و مشتقی از فنین‌دیون است.